# The Freddie Mercury Tribute
 (octobre 2016).
Si vous disposez d'ouvrages ou d'articles de référence ou si vous connaissez des sites web de qualité traitant du thème abordé ici, merci de compléter l'article en donnant les références utiles à sa vérifiabilité et en les liant à la section « Notes et références ».
The Freddie Mercury Tribute est un concert organisé par les membres restants du groupe Queen : Brian May, Roger Taylor et John Deacon. Soixante dix mille fans viennent rendre hommage à Freddie Mercury, chanteur du groupe décédé du Sida, devant un spectacle réunissant notamment Guns N' Roses, Metallica, Def Leppard, Extreme, Robert Plant, Daltrey Roger, Mott the Hoople, Tony Iommi de Black Sabbath, Zucchero, David Bowie, Annie Lennox, Paul Young, Seal, George Michael, Elton John, Lisa Stansfield et Liza Minnelli.
Il s'est déroulé le 20 avril 1992 au stade Wembley à Londres devant 72 000 personnes .

## Présentation du concert
Le concert a été organisé par les trois autres membres du groupe, Brian May, John Deacon et Roger Taylor qui y ont invité une pléiade d'artistes à reprendre les tubes de Queen.
Le concert était divisé en deux parties, lors de la première (« Échauffement d'avant-première ») les groupes phares du moment comme Metallica, Def Leppard et Guns N' Roses ont interprété leurs propres chansons. Cette première partie a culminé avec le Medley proposé par le groupe Extreme, fan de la première heure de Queen.
Dans la deuxième partie du concert (« Hommage à Freddie Mercury »), les fans ont retrouvé les trois membres de Queen entourés de légendes du rock venues rendre hommage à l'une des plus belles voix de l'histoire de la musique. C'est ainsi que se succédèrent Elton John, Robert Plant (chanteur de Led Zeppelin), Roger Daltrey (chanteur de The Who), James Hetfield (chanteur/guitariste de Metallica), David Bowie et son acolyte le guitariste Mick Ronson, George Michael, Ian Hunter (chanteur de Mott the Hoople), le guitariste de Black Sabbath Tony Iommi grand ami de Brian May, et bien d'autres encore.

## Déroulement du concert
Les plus grands groupes du moment ont répondu à l'appel des trois Queen. En 1992, Metallica, Guns N' Roses et Extreme sont au sommet et considérés alors comme de véritables têtes d'affiche. C'est ainsi que les Guns portés par la voix unique d'Axl Rose et la guitare rageuse de Slash enflamment le stade avec Paradise City et Knockin' on heavens door. Metallica présentera son Black Album en interprétant le tube planétaire Nothing Else Matters ainsi que Sad But True et Enter Sandman. Le groupe Def Leppard ne sera pas en reste avec leurs chansons Animal et Let's Get Rocked. Cette première partie culminera avec le groupe Extreme qui proposera un Medley de Queen, la prestation du quatuor dure un peu moins de 14 minutes et passe en revue les Another one bites the dust, Radio gaga, Keep yourself alive et autre I want to break free.
Lors de la deuxième partie du concert hommage, les trois membres de Queen entourés par les invités reprendront les chansons du groupe qui ont marqué l'histoire de la musique.
C'est ainsi que Roger Daltrey accompagné par la guitare virevoltante de Tony Iommi reprend I Want It All, sa voix puissante et son jeu de scène enchantent le public. Robert Plant interprète Innuendo et Crazy little thing called love, Slash et sa guitare interviennent sur un Tie your mother down très hard rock. Les stars de la première partie reviendront également. James Hetfield chanteur de Metallica pose sa voix sur Stone cold crazy. Gary Cherone chanteur d'Extreme réalise encore une performance magistrale sur Hammer to fall. Axl Rose donne une nouvelle couleur au mythique We Will Rock You, et reprend en duo avec Elton John l'épique Bohemian Rhapsody.
D'autres artistes moins rock mais plus pop et surtout amis de Freddie Mercury sont aussi de la partie. David Bowie reprend en duo avec Annie Lennox son Under pressure, George Michael est fabuleux en interprétant 39, et surtout le magnifique Somebody to love ; il est ensuite accompagné de la chanteuse Lisa Stansfield sur These are the days of our lives. L'amie de Freddie Mercury, Liza Minnelli clôt le concert par We are the champions, rejoint sur scène par tous les participants pour dire une dernière fois adieu à Freddie Mercury.

## Détails
Première partie « Échauffement d'avant-première » :
- Metallica - Enter Sandman, Sad But True, Nothing Else Matters
- Extreme - Queen Medley (Mustapha, Bohemian Rhapsody partie hard rock, Keep Yourself Alive, I Want To Break Free, Fat Bottomed Girls, Bicycle Race, Another One Bites The Dust, Stone Cold Crazy, Radio Ga Ga, Bohemian Rhapsody conclusion), Love Of My Life, More Than Words
- Def Leppard - Animal, Let's Get Rocked, Now I'm Here (avec Brian May)
- Bob Geldof - Too Late God
- Spinal Tap - The Majesty of Rock
- U2 - Until The End Of The World (diffusé en direct d'un concert en Californie)
- Guns N' Roses - Paradise City, Knockin' On Heaven's Door
- Mango Groove - Special Star (diffusé en direct d'un concert à Johannesburg)
- Elizabeth Taylor - Speech
- Hommage à Freddie Mercury

Deuxième partie « Hommage a Freddie Mercury » :
- Queen avec Joe Elliott/Slash - Tie Your Mother Down
- Queen avec Roger Daltrey/Tony Iommi - Heaven and Hell (Black Sabbath -intro), Pinball Wizard (The Who-intro), I Want It All
- Queen avec Zucchero - Las Palabras de Amor
- Queen avec Gary Cherone/Tony Iommi - Hammer To Fall
- Queen avec James Hetfield/Tony Iommi - Stone Cold Crazy
- Queen avec Robert Plant - Innuendo, Thank You (Led Zeppelin-intro), Crazy Little Thing Called Love
- Brian May avec Spike Edney - Too Much Love Will Kill You
- Queen avec Paul Young - Radio Ga Ga
- Queen avec Seal - Who Wants To Live Forever
- Queen avec Lisa Stansfield - I Want To Break Free
- Queen avec David Bowie/Annie Lennox - Under Pressure
- Queen avec Ian Hunter/David Bowie/Mick Ronson/Joe Elliott/Phil Collen - All The Young Dudes
- Queen avec David Bowie/Mick Ronson - Heroes/The Lord's Prayer
- Queen avec George Michael - '39
- Queen avec George Michael/Lisa Stansfield - These Are The Days Of Our Lives*
- Queen avec George Michael - Somebody to Love* (Cette chanson figure sur le Greatest Hits III).
- Queen avec Elton John/Axl Rose - Bohemian Rhapsody
- Queen avec Elton John/Tony Iommi - The Show Must Go On (Cette formation, sans Tony Iommi, a été reproduite le 17 janvier 1997, au Théâtre national de Chaillot à Paris, lors du ballet de Maurice Béjart Ballet for Life. Cette version est incluse sur le Greatest Hits III en 1er titre, ainsi que sur la vidéo Greatest Flix III en dernier titre.)
- Queen avec Axl Rose - We Will Rock You
- Queen avec Liza Minnelli - We Are The Champions

(*) George Michael sortira un album intitulé Five Live et inclura ces 2 titres.

## VHS et DVD
Le concert a été à l'origine sorti en VHS (sur deux vidéos), mais en raison des limitations de temps, les deux dernières chansons d'Extreme, les deux premières de Def Leppard et la chanson des Spinal Tap The Majesty of Rock ont été supprimées (avec Innuendo de Robert Plant). La sortie de la VHS au Royaume-Uni a aussi omis Bob Geldof et Zucchero.
En avril 2002, pour le 10e anniversaire du Mercury Phoenix Trust, le concert a été sorti en DVD et est entré n°1 dans les charts britannique. La sortie du DVD a recueilli toutefois des critiques car la première partie n'a pas été incluse. Innuendo n'a aussi pas été incluse sur le DVD, à la demande de Robert Plant, expliquant qu'il n'avait pas bien chanté la chanson (oubli de paroles).
En 2013, le concert ressort en triple DVD et pour la première fois en Blu-Ray. 2 DVD comme l'édition sortie en 2002, et le troisième ou plutôt le premier dvd est la première partie du concert comme sur les éditions VHS. Cependant, comme sur les éditions VHS, des titres ont été omis : Sur la première partie, Love of My Life, More Than Words du groupe Extreme, Animal, Let's Get Rocked du groupe Def Leppard, The Majesty of Rock du groupe Spinal Tap, Until the End of the World du groupe U2 (diffusé en  direct lors d'un de leur concert en Californie), Precious Stars du groupe Mango Groove (diffusé en direct lors d'un de leur concert à Johannesburg), ainsi que sur la seconde partie, Innuendo de Robert Plant.
L'argent récolté par le concert et par la vente des VHS et DVD est reversé à la Fondation Mercury qui lutte contre le sida.